# Каракоз (село)
Каракоз (каз. Қаракөз) — село в Аксуском районе Жетысуской области Казахстана. Административный центр Каракозского сельского округа. Код КАТО — 193253100.

## Население
В 1999 году население села составляло 821 человек (424 мужчины и 397 женщин). По данным переписи 2009 года, в селе проживало 599 человек (295 мужчин и 304 женщины).